# روني دوين
روني دوين (بالإنجليزية: Ronnie Duane)‏ هو لاعب دوري الرغبي بريطاني، ولد في 1964 في نيوتون لي ويلووز ‏ في المملكة المتحدة.